# Automatisierte Identifizierungstechnik
Automatisierte Identifizierungstechnik (AIT) ist ein Verfahren zur automatischen Identifizierung von Artikeln, das seit den 1970er Jahren für Kassensysteme eingesetzt wird. Für die Bundeswehr hat das Bundesministerium für Verteidigung die Anwendung von AIT für sämtliche Versorgungsartikel angeordnet. Mit diesem Verfahren kann die Steuerung der internen Waren im Fertigungsprozess unterstützt und die systemunterstützte Einlagerung und Auslagerung von Waren optimiert werden.

## Kennzeichnungsarten
Für die Kennzeichnung von Artikeln stehen verschiedene Kennzeichnungsverfahren zur Verfügung, z. B.
- Etikettierung
- Inkjet-Beschriftung
- Laserbeschriftung
- Nadelprägung

## Einsatzgebiete
AIT hat mittlerweile in allen Branchen Einzug gehalten. Im Handel, in der Industrie, im Gesundheitswesen und der Verwaltung setzen viele Unternehmen auf AIT, um Prozesse zu optimieren und zu automatisieren. Durch das Identifizieren und Auslesen von maschinenlesbaren Codes können viele manuelle Tätigkeiten wegfallen; das führt zur Arbeitsentlastung und auch zur Reduzierung von Fehlern, die durch manuelle Erfassungsvorgänge entstehen.

### Bundeswehr
Seit 2008 sind die technischen Lieferbedingungen (TL A-0032) um eine AIT-konforme Kennzeichnung erweitert worden. Angewendet wird hier der GS1-Standard. Versorgungsartikel müssen demnach nach dem AIT-Verfahren über einen GS1-128-Strichcode oder einen GS1-DataMatrix-Code gekennzeichnet werden. Diese maschinenlesbaren Codes enthalten verschlüsselte Informationen zu Land, Hersteller, Artikelnummer und eventuell die Seriennummer des Produkts.

#### Voraussetzungen für die Einführung von AIT

##### Globale Lokationsnummer (GLN)
Auftragnehmer der Bundeswehr müssen sich bei der zuständigen nationalen GS1-Organisation, zwecks Zuweisung der weltweit eindeutigen Unternehmensidentifizierungsnummer, der Globalen Lokationsnummer (GLN), registrieren lassen. Für Deutschland ist dies die GS1 Germany. Die von der GS1 vergebene GLN ist weltweit eindeutig. Die GLN enthält eine Basisnummer, die je nach Beantragung aus 7, 8 oder 9 Stellen besteht. Neben der GLN werden noch 2 weitere global gültige Nummern für das AIT-System der Bundeswehr benötigt: die global gültige Artikelnummer (GTIN) und eine global gültige Sendungsnummer (SSCC).

##### Globale Artikelnummer (GTIN)
Auf der Basis der GLN können Unternehmen die für AIT erforderlichen globalen Artikelnummern (GTIN) generieren. Eine GTIN besteht immer aus 13 Stellen. Für die ersten Stellen der Artikelnummer wird die GLN-Basisnummer verwendet, die letzte Stelle ist immer eine Prüfziffer, die nach dem Modulo-10-Verfahren generiert wird. Abhängig von der Länge der Basisnummer können Unternehmen eine GTIN für 1.000 bis 100.000 Artikelnummern generieren.

##### Serial Shipping Container Code (SSCC)
Der SSCC besteht aus 18 Stellen, an erster Stelle wird eine sogenannte Reserveziffer mit einem Wert zwischen 0 und 9 verwendet. Danach folgt die Basisnummer der GLN mit 7–9 Stellen sowie eine vom Versender zu generierende fortlaufende Nummer mit 7–9 Stellen, gefolgt von einer Prüfziffer.

##### Datenbezeichner
Damit jeder Datenempfänger genau feststellen kann, welche Daten in einem Datenträger verschlüsselt wurden, basiert der GS1-Standard auf einem Datenbezeichnerkonzept. Bei dem Datenbezeichnerkonzept handelt es sich um ein weltweit abgestimmtes Konzept. Für die Bundeswehr sind die folgenden Datenbezeichner zugelassen:
(01) = Globale Artikelnummer (GTIN)
(10) = Chargennummer
(21) = Serialnummer
(00) = Serial Shipping Container Code (SSCC)

##### Zugelassene GS1-Codes
- GS1-128-Strichcode

Anwendung: Produktkennzeichnung, Verpackungskennzeichnung, Transportkennzeichnung
- GS1 DataMatrix

Anwendung: Produktkennzeichnung, Verpackungskennzeichnung

#### Anforderungen an Zulieferer

##### Produktkennzeichnung
Die Kennzeichnung ist dem Produkt angemessen dauerhaft aufzubringen, d. h., die Haltbarkeit sollte der Lebensdauer des Artikels entsprechen. Einwirkende Beanspruchungen durch Handhabung, Umwelteinflüsse und Reinigung dürfen die Les- und Haltbarkeit nicht beeinträchtigen. Beim GS1-128-Strichcode ist die GTIN und ggf. optional die zugehörige Serialnummer oder Chargennummer in Klartext unterhalb des Datenträgers aufzuführen. Bei GS1 DataMatrix ist die GTIN immer unterhalb des Datenträgers und ggf. optional die Serialnummer oder Chargennummer oberhalb des GS1 DataMatrix aufzuführen. Sollte es aus Platzgründen nicht möglich sein, klarschriftliche Informationen anzubringen, können diese beim GS1 DataMatrix entfallen. Detaillierte Angaben zur Produktkennzeichnung enthält die technische Lieferbedingung TL A-0032, Teil 1, Ausgabe 7 vom 14. Juli 2014.

##### Verpackungskennzeichnung
Alle verpackten Produkte müssen auf der Verpackung mit einem AIT-Element gemäß TL A-0032, Teil 1, gekennzeichnet werden. Detaillierte Angaben zur Verpackungskennzeichnung enthält die technische Lieferbedingung TL A-0032, Teil 2, Ausgabe 9 vom 14. Juli 2014.

##### Transportkennzeichnung
Fallweise müssen Sendungen für den Transportprozess mit einem Serial Shipping Container Code (SSCC) gekennzeichnet werden. Hierfür ist ausschließlich der GS1-128-Strichcode zugelassen. Jeder, der an der Transportkette beteiligt ist, kann den SSCC zur Sendungsverfolgung nutzen. Angaben zur Transportkennzeichnung enthält die technische Lieferbedingung TL A-0032, Teil 2, Ausgabe 9 vom 14. Juli 2014.

##### Datenübermittlung
Für jede Lieferung an die Bundeswehr muss der Auftragnehmer dem Logistikkommando der Bundeswehr eine Exceldatei im CSV-Format zur Verfügung stellen. Die Datei ist per E-Mail oder auf einem Datenträger per Post zu versenden. Die Datenstruktur und die Datenübermittlung ist in den technischen Lieferbedingungen TL A-0032, Teil 5, Ausgabe 1 vom 14. Juli 2014 geregelt.

##### Qualitätssicherungsbedingungen
Die Prüfung der Konformität der Lesbarkeit und des Dateninhaltes nach GS1-Standard kann entweder durch eine Zertifizierung der GS1 Germany erfolgen oder durch ein für diese Prüfung qualifiziertes Prüfmittel dokumentiert werden. Verantwortlich sind hierfür die Auftragnehmer.

##### Einführung von AIT
Von einer AIT-Einführung in Unternehmen sind häufig diverse Prozesse und Systeme betroffen. Insbesondere sind hiervon Warenwirtschaftssysteme, ERP-Systeme, PLM-Systeme und deren Schnittstellen betroffen.